# T Canum Venaticorum
T Canum Venaticorum är en halvregelbunden variabel (SRA) i stjärnbilden Jakthundarna. 
Stjärnan varierar mellan visuell magnitud +8,9 och 11,7 med en period av 290,09 dygn.